# Ralph Hefferline
Ralph Franklin Hefferline (15 de fevereiro de 1910 em Muncie, Indiana – 16 de março de 1974) foi um professor de psicologia na Universidade de Columbia . 
Hefferline tornou-se paciente de Fritz Perls por volta de 1946. Em 1948, juntou-se a um pequeno grupo de treinamento liderado por Perls em Nova York e acabou contribuindo com um capítulo para o livro que definiu a Gestalt-terapia, Gestalt-Terapia (no original: Gestalt Therapy, Excitement and Growth in the Human Personality, coautorado por Perls, Paul Goodman e Hefferline, publicado em 1951. Ele foi o terceiro e mais jovem autor, fornecendo a seção que continha exercícios práticos propostos por Perls.
Posteriormente passou à escola behaviorista de psicologia. 